# LGAT課程
LGAT課程（英語：large-group awareness training），常見別名包括心靈課程、心靈成長課程、三階段課程等，泛指一些宣稱能夠令學員提升自我潛能的多人課程。此類課程經常被指涉及洗腦和催眠等不良手法，曾有學員在參加課程後患上精神疾病，引起精神病学醫生的質疑。

## 課程內容
LGAT課程經常會刻意塑造學員之間的同儕壓力，令他們的心理產生極大的變化，從而令學員接受該課程所主張的生活哲理；知名臨床心理學家瑪格麗特·桑格認為，LGAT課程的設計是為了讓學員亢奮起來，然後失去判斷力，遵從導師的指令行事。有報導認為，此類課程首先會令學員對自己完全絶望，然後從課程主張的生活哲理上看到希望，從而對導師產生心理依賴。在LGAT課程中，學員常常會以主觀情感取代客觀思想，無視現實環境；這些課程通常主要是想傳遞一個訊息，就是不管學員希望做甚麼事，都必然能夠成功。
在不少LGAT課程，導師會刻意挑動學員的情緒，令他們情緒波動，甚至失控。例如，生命源泉（又稱「生命動力」）舉辦的課程曾要求學員在課程上分享心聲，導師挑動學員情緒，令他們情緒波動。另一個同類課程亦要求學員宣洩情緒，令很多學員在課程上痛哭；如果有學員表現冷靜、沒有出現情緒波動的話，課程的組長會斥責他們不夠投入。
一個在北京舉辦的LGAT課程亦有同樣的情況，課程導師向學員羅列人生的不幸遭遇，令一些學員情緒失控，當場大哭。還有另一個屬於「論壇（Landmark）」公司的LGAT課程，他們仍在香港和新加坡開設英語課程。該論壇的理想在於對人類的變態（轉變）。該LGAT課程的導師稱學員為大家“屁股洞！哎呀，大家！”，對喜歡的參與者說“完美！”，並命令一個不喜歡它的學員“站立不動”。這被模仿和嘲笑。雖然這位上師在二十歲之前多次結婚和離婚，但強迫他的門徒單身。

## 傳銷手法
不少LGAT課程都會要求學員持續參與課程，並推介別人參加。例如，有此類課程的小組組長以人身攻擊、刻意使人難堪的手法來達到此目的，如批評因不能負擔費用而拒絕繼續參與課程的學員「人生很失敗」；該課程把推介朋友參加視為課程的一部分，學員必須承諾介紹指定人數參與課程，否則便會遭到導師責罵。亦有LGAT課程的導師形容學員的親友是「擱淺的海星」，唯一能拯救他們的方法便是「感召」他們來參加課程。

## 評論和爭議

### 斂財指控
有曾參與LGAT課程的財務策劃師認為，她參與的LGAT課程費用高達數千元，但學員一無所得，形容課程物非所值；除了費用高昂外，她亦不滿課程的推銷手法。有些心理學家認為，LGAT課程旨在令學員的思想跟隨導師的方向走，並要求學員推介他人參加課程，從而令學員成為課程提供者的免費銷售人員；有報導認為，此類課程的目的就是引來更多人參與、賺取巨額利益，是一種有異於傳統的新型傳銷手段。一名已婚婦人參與生命源泉舉辦的課程，她的個人生活节奏遭到擾亂，把许多工作和工餘時間用於推介他人參加課程。

### 精神病學家及心理學家的質疑
香港精神科醫生曾繁光不認同LGAT課程要求學員當眾探索人生的手法，他認為應私下探討此類的私人問題；曾繁光又擔心課程疑似使用催眠術，因為如果有學員隨便說了一些話，該學員的說話內容便會進入被催眠學員的潛意識，造成難以解除的危險後果。臨床心理學博士陳乾元質疑部分LGAT課程的封閉式管理與宗教組織的洗腦手法十分相似，又質疑課程以同儕壓力要求學員回憶不快經歷的做法，擔心學員會因而出現急性思覺失調；臨床心理學家顧修全則批評課程急於揭開學員內心的傷口，卻沒有彌補這些創傷。有學者認為，LGAT課程或會帶來一些短期的正面效果，但難以長期維持。

### 懷疑造成精神問題或死亡的個案
艾哈德研討訓練班、里程碑教育、人類計劃、NXIVM和生命源泉是一些提供LGAT課程的機構，這些機構均曾遭到投訴和爭議，還牽涉到關於人身傷害的訴訟。一名35歲的婦女參與了NXIVM舉辦的「高級執行成功培訓」，其後開始出現失眠，最終還自殺身亡，她生前為課程花費了最少7,000美元；紐約一所醫院的精神科主任表示，有三名罹患精神疾病的「高級執行成功培訓」學員曾到醫院求診，他們患上精神病的原因均可能與課程有關。人類計劃曾舉辦名為「新戰士培訓探險」的課程，有青年學員在完成課程15天後自殺身亡；學員的家屬與人類計劃對薄公堂，訴訟最終以和解告終，但人類計劃必須實施一些整改措施。有參與里程碑教育課程的學員因出現精神問題而殺人，死者家屬起訴里程碑教育，但被法院駁回。
有曾參與生命源泉課程的婦人因經濟問題而患上精神疾病，醫生在得知她曾參與課程後大為緊張。雖然大多數學員表示滿意香港理工大學的「青雲路計劃」，但亦有參與者報稱持續數月受到情緒困擾。